# Sol (zi marțiană)

„Zi” siderală (de la 1 la 2) şi „zi” solară (de la 1 la 3)

Sol sau zi marțiană, denumire mai puțin uzuală a duratei unei rotații a planetei Marte în jurul axei proprii, față de Soare, constând de fapt dintr-o „zi” și o „noapte” marțiană. Valoarea ei este de 24 h 39 min 35,244 s.
Această durată este ceva mai lungă decât perioada de rotație siderală (relativă nu la Soare, ci la stelele fixe), care este de numai 24 h 37 min 22,66 s, deoarece la „ziua” solară trebuie ținut cont și de mișcarea orbitală a lui Marte în jurul soarelui, vezi imaginea alăturată.
Oamenii de știință de la NASA folosesc solul la indicarea timpului pentru vehiculele ajunse pe Marte.